# Hypena transita
Hypena transita är en fjärilsart som beskrevs av Lucas 1895. Hypena transita ingår i släktet Hypena och familjen nattflyn. Inga underarter finns listade i Catalogue of Life.